# Gustavo Duarte
Pour les articles homonymes, voir Duarte.
Pas d'image ? Cliquez ici

a Compétitions nationales et continentales officielles uniquement.

b Matchs officiels uniquement.
Dernière mise à jour le 28 mars 2025.
Gustavo Duarte, né le 3 janvier 1982, est un joueur de rugby à XV portugais. Il joue avec l'équipe du Portugal au poste de pilier.

## Biographie
Gustavo Duarte compte cinq sélections avec l'équipe du Portugal.